# 利西夫希納 (科羅斯堅區)
50°47′30″N 28°34′1″E / 50.79167°N 28.56694°E

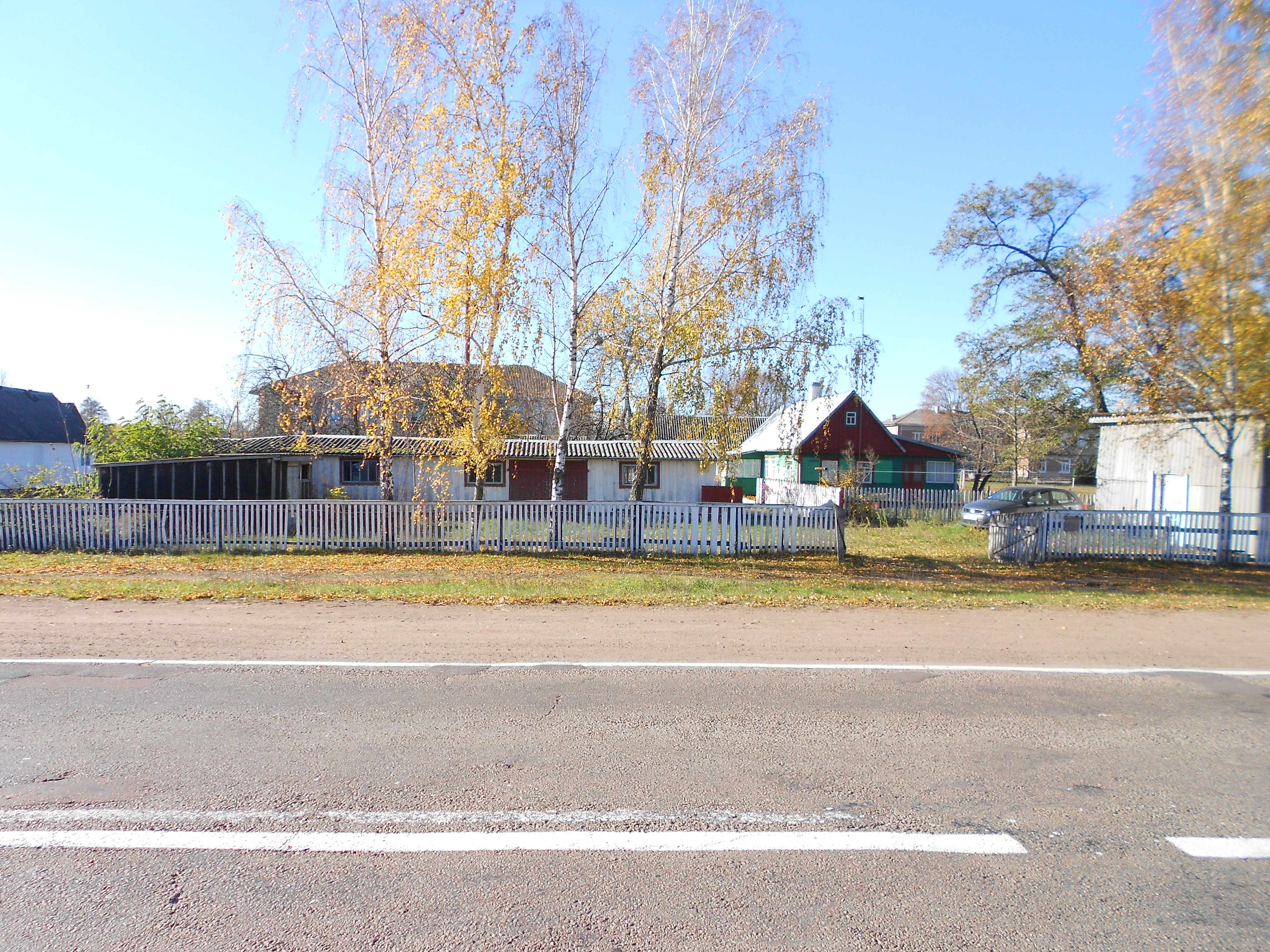

利西夫希納（烏克蘭語：Лісівщина），是烏克蘭的村落，位於該國北部日托米爾州，由科羅斯堅區負責管轄，始建於1501年，面積3.54平方公里，海拔高度186米，2001年人口758。